# Thad Allen
Thad William Allen, född 16 januari 1949 i Los Angeles, Kalifornien, är en pensionerad amiral i USA:s kustbevakning. Han var kustbevakningens kommendant från 2006 till 2010.
Allen tog en bachelorexamen från United States Coast Guard Academy 1971 och var en framstående spelare i skolans lag för amerikansk fotboll. Efter erhållen officersfullmakt kom han att tjänstgöra i kustbevakningen fram till pensioneringen 2010. Under tjänstgöringsåren erhöll han två masterexamina från George Washington University respektive Massachusetts Institute of Technology.
Strax innan pensionen utsågs Allen till nationell insatsledare (engelska: National Incident Commander) för Oljeutsläppet i Mexikanska golfen 2010, en befattning som han fortsatte i fram till oktober samma år. Efter pensionering har han varit verksam vid Rand Corporation och konsultföretaget Booz Allen Hamilton.